# Heini Göbel
Heinrich Göbel, detto Heini (Francoforte sul Meno, 15 maggio 1910 – 24 settembre 2009), è stato un attore tedesco.
Complessivamente, tra cinema e - soprattutto - televisione, apparve in oltre un centinaio di differenti produzioni, tra la metà degli anni quaranta e la metà degli anni novanta, lavorando per il cinema negli anni cinquanta e in seguito perlopiù per il piccolo schermo.  Era, tra l'altro, un volto noto al pubblico per essere apparso come guest-star in numerosi episodi della serie televisiva Il commissario Köster/Il commissario Kress (Der Alte)  ed era la voce tedesca del Dottor Teeth nel Muppet Show.

## Filmografia parziale

### Cinema
- Die Schenke zur ewigen Liebe (1945)
- Ich heiße Niki (1952)
- Quando mi sei vicino (1953)
- Dein Mund verspricht mir Liebe (1954)
- Gestatten, mein Name ist Cox (1955)
- Dove rumoreggia il torrente (1956)
- Il principe folle (1957)
- Lo scorticatore (1958)
- Il ponte (1959)
- Nella morsa della S.S. (1960)

### Televisione
- Jeden die Seine - film TV (1954)
- Die Galerie der großen Detektive - serie TV (1955)
- Der kleine Napoleon - film TV (1955)
- Der Fall Winslow - film TV (1961)
- Funkstreife Isar 12 - serie TV, 1 episodio (1961)
- Amphitryon 38 - film TV (1963)
- Um 8 Uhr kommt Sadowski - film TV (1963)
- Die zwölf Geschworenen - film TV (1963)
- Das Kriminalmuseum - serie TV, 6 episodi (1963-1967)
- Slim Callaghan greift ein - serie TV, 1 episodio (1964)
- Kommissar Freytag - serie TV, 1 episodio (1965)
- Unsere große Schwester - serie TV, 1 episodio (1965)
- Und nicht mehr Jessica - film TV (1965)
- Der Nachtkurier meldet... - serie TV, 1 episodio (1965)
- Familie Hansen - serie TV, 1 episodio (1967)
- Interpol - serie TV, 1 episodio (1967)
- Ein Fall für Titus Bunge - serie TV, 1 episodio (1967)
- Kinder des Schattens - film TV (1968)
- Im Dickicht der Städte - film TV (1968)
- Königlich Bayerisches Amtsgericht - serie TV, 1 episodio (1969)
- Der Kommissar - serie TV, 5 episodi (1969-1975)
- Der Prozeß gegen die neun von Catonsville - film TV (1972)
- Ferdy und Ferdinand - film TV (1972)
- Maß für Maß - film TV (1974)
- Bitte keine Polizei - serie TV, 1 episodio (1975)
- Die Medaille - film TV (1975)
- L'ispettore Derrick - serie TV, ep. 02x12, regia di Zbyněk Brynych (1975)
- L'ispettore Derrick - serie TV, ep. 03x01, regia di Dietrich Haugk (1976)
- L'ispettore Derrick - serie TV, ep. 03x04, regia di Alfred Vohrer (1976)
- Graf Yoster gibt sich die Ehre - serie TV, 1 episodio (1976)
- Der Anwalt - serie TV, 3 episodi (1976-1978)
- Il commissario Köster/Il commissario Kress (Der Alte), serie TV, 18 episodi (1979-1991)
- In der Sache J. Robert Oppenheimer - film TV (1981)
- L'ispettore Derrick - serie TV, ep. 10x08, regia di Zbyněk Brynych (1983)
- Tatort - serie TV, 1 episodio (1984)
- L'ispettore Derrick - serie TV, ep. 12x08, regia di Theodor Grädler (1985)
- L'ispettore Derrick - serie TV, ep. 13x11, regia di Alfred Weidenmann (1986)
- Hessische Geschichten - serie TV, 3 episodi (1987-1989)

## Doppiaggi
- Peter Dyneley in Hölle unter Null[5]
- Leopoldo Trieste in Scheidung auf italienisch[5]